# Tirreno-Adriatico 1981
Tirreno-Adriatico 1981 est la 16e édition de la course cycliste par étapes italienne Tirreno-Adriatico. L’épreuve se déroule entre le 14 et le 19 mars 1981, sur un parcours final de 835 km.
Le vainqueur de la course est pour la deuxième année consécutive l'Italien Francesco Moser (Famcucine-Campagnolo). 

## Classements des étapes
| Étape | Date    | Villes étapes                         | km    | Vainqueur d’étape      | Leader du classement général |
| ----- | ------- | ------------------------------------- | ----- | ---------------------- | ---------------------------- |
| Pr.   | 14 mars | Rome - Rome (clm)                     | 4,3   | Francesco Moser (ITA)  | Francesco Moser (ITA)        |
| 1     | 15 mars | Rome - Chianciano Terme               | 205,0 | Marino Amadori (ITA)   | Marino Amadori (ITA)         |
| 2     | 16 mars | Chianciano Terme - Civitanova Marche  | 222,0 | Giuseppe Saronni (ITA) | Marino Amadori (ITA)         |
| 3     | 17 mars | Civitanova Marche - Montegiorgio      | 183,7 | Giuseppe Saronni (ITA) | Marino Amadori (ITA)         |
| 4     | 18 mars | Corropoli - Nereto                    | 202,0 | Raniero Gradi (ITA)    | Marino Amadori (ITA)         |
| 5     | 19 mars | S.B del Tronto - S.B del Tronto (clm) | 18,0  | Roy Schuiten (NED)     | Francesco Moser (ITA)        |

## Classement général
|    | Cycliste            | Pays     | Équipe                 | Temps            |
| -- | ------------------- | -------- | ---------------------- | ---------------- |
| 1  | Francesco Moser     | Italie   | Famcucine-Campagnolo   | 21 h 00 min 38 s |
| 2  | Raniero Gradi       | Italie   | Sammontana-Benotto     | + 35 s           |
| 3  | Marino Amadori      | Italie   | Magniflex-Olmo         | + 58 s           |
| 4  | Stefan Mutter       | Suisse   | Cilo-Aufina            | + 1 min 12 s     |
| 5  | Bruno Leali         | Italie   | Inoxpran               | + 2 min 06 s     |
| 6  | Maurice Le Guilloux | France   | Renault-Elf-Gitane     | + 2 min 06 s     |
| 7  | Henk Lubberding     | Pays-Bas | TI-Raleigh             | + 2 min 15 s     |
| 8  | Alfio Vandi         | Italie   | Selle San Marco-Wilier | + 2 min 18 s     |
| 9  | Claudio Bortolotto  | Italie   | Santini-Selle Italia   | + 2 min 24 s     |
| 10 | Josef Fuchs         | Suisse   | Cilo-Aufina            | + 2 min 43 s     |